# Ariana Richards
Ariana Richards, nata Ariana Richards Clarice (Healdsburg, 11 settembre 1979), è un'attrice statunitense nota per aver interpretato Lex Murphy nel film Jurassic Park (1993) e Carol Wetherby in La renna (1989).

## Biografia
Ariana Richards è nata a Healdsburg, in California, figlia di Darielle, una rappresentante delle pubbliche relazioni e produttrice cinematografica, e di Gary Richards. La sorella, Bethany, è anche lei un'attrice. Richards ha origini irlandesi e italiane, ed è una discendente del pittore del Rinascimento Carlo Crivelli. Si è laureata allo Skidmore College, in Belle arti e teatro. La sua preparazione è continuata all'Art Center College of Design di Pasadena ed ha anche partecipato al Western Oregon University.
Richards fece il suo debutto nel mondo del cinema come attrice bambina nel 1987 in Into the Homeland. La sua apparizione più famosa è quella di Lex Murphy nel primo colossal di Jurassic Park del 1993; ha ripreso il suo ruolo nel sequel del film, Il mondo perduto - Jurassic Park, anche se in una parte molto breve, nel 1997. Già prima di apparire in Jurassic Park, nel 1990 ha interpretato Mindy Sterngood nel film Tremors, riprendendo lo stesso ruolo nel sequel Tremors 3 - Ritorno a Perfection. È anche apparsa negli episodi TV di Cuori senza età, Il cane di papà e Crescere, che fatica!. Nel 1998 Ariana è apparsa nel video musicale di Brick dei Ben Folds Five, interpretando un'alunna delle scuole superiori che subisce un aborto.
In Jurassic Park il regista Steven Spielberg scritturò Joseph Mazzello per la parte di Tim Murphy. Ma poiché Joseph era troppo piccolo per la parte (infatti nel romanzo di Michael Crichton aveva undici anni, mentre nel film era più giovane), Spielberg riconobbe il problema e scritturò nel cast un'attrice più grande per interpretare Alexis "Lex" Murphy. Le età dei due sono state invertite in modo che Lex fosse più grande di Tim. Per scritturarla, Spielberg ha fatto entrare la giovanissima attrice in una stanza, facendola urlare per testare le sue qualità per la parte. Spielberg rimase soddisfatto, affermando di non aver mai sentito urla di paura così realistiche da quelle di Fay Wray in King Kong.

## Premi
- Newcomer - Giappone: Jurassic Park (1994)
- Newcomer - Australia: Jurassic Park (1994)
- Newcomer - Regno Unito: Jurassic Park (1994)
- Premio Bambi - Jurassic Park (1993)
- Young Artist Award - Miglior Giovane Attrice in un Film: Jurassic Park (1993)
- Young Artist Award - Miglior Giovane Attrice film TV: Locked Up: A Mother's Rage (1992)
- Young Artist Award - Miglior Giovane Attrice film TV: Switched at Birth (1991)

## Musica
Nel 1993, Ariana ha pubblicato il suo primo album, First Love con l'etichetta giapponese Pony Canyon. L'album è un mix tra teen-pop e dance. Il testo del brano "You're The Reason" è stato scritto dalla madre di Ariana.

## Arte
Ariana Richards è diventata una pittrice di successo. I suoi dipinti, che di solito rappresentano paesaggi e figure varie, tendono all'impressionismo. Nell'ottobre 2005, ha vinto al primo posto la National Professional Oil Painting Competition per il dipinto Lady of the Dahilas; risiede a Salem (Oregon) e prende lezioni da un pittore professionista.

### Premi
- Premio d'eccellenza Art of the West (2006)
- National Professional Oil Painting Competition (2005)

## Filmografia

### Cinema
- Scappa, scappa... poi ti prendo! (I'm Gonna Git You Sucka), regia di Keenen Ivory Wayans (1988)
- La renna (Prancer), regia di John Hancock (1989)
- Tremors, regia di Ron Underwood (1990)
- Jurassic Park, regia di Steven Spielberg (1993)
- Il mondo perduto - Jurassic Park (The Lost World: Jurassic Park), regia di Steven Spielberg (1997)
- Tremors 3 - Ritorno a Perfection (Tremors 3: Back to Perfection), regia di Brent Maddock (2001)

### Televisione
- Cuori senza età (The Golden Girls) – serie TV, episodio 2x16 (1987)
- Mia sorella Sam (My Sister Sam) – serie TV, episodio 2x10 (1988)
- Il cane di papà (Empty Nest) – serie TV, episodio 2x02 (1989)
- Medico alle Hawaii (Island Son) – serie TV, episodio 1x16 (1990)
- Eroe per un giorno (The Incident), regia di Joseph Sargent – film TV (1990)
- Il destino nella culla (Switched at Birth), regia di Waris Hussein – film TV (1991)
- Reclusa - La rabbia di una madre (Locked Up: A Mother's Rage), regia di Bethany Rooney – film TV (1992)
- Incidente a Baltimora (Against Her Will: An Incident in Baltimore), regia di Delbert Mann – film TV (1992)
- Nata libera - Le nuove avventure (Born Free: A New Adventure), regia di Tommy Lee Wallace – film TV (1996)
- Crescere, che fatica! (Boy Meets World!) – serie TV, episodio 4x08 (1996)

### Video musicali
- Brick dei Ben Folds Five (1997)

## Doppiatrici italiane
- Valeria De Flaviis in Jurassic Park e Il mondo perduto - Jurassic Park
- Federica De Bortoli in Tremors
- Cinzia Massironi in Tremors 3 - Ritorno a Perfection